# تلمبة حسين غفراني (كورك وناريتش)
تلمبة حسین غفراني (بالإنجليزية: Tolombeh-ye Hoseyn Ghafrani)‏ هي مستوطنة تقع في إيران في البلدة المركزية.